# Trilogía de Apu
La Trilogía de Apu es una serie de tres películas dirigidas por Satyajit Ray: Pather Panchali (Canción del pequeño camino), Aparajito (El invencible) y Apur Sansar (El mundo de Apu). Las películas —concluidas entre 1955 y 1960— están basadas en las novelas del bengalí Bibhutibhushan Bandopadhyay. Esta trilogía tiene la influencia de Jean Renoir y del neorrealismo italiano. La música de la trilogía fue compuesta por Ravi Shankar.

## Argumento
Las películas fueron la maduración narrativa del género Bildungsroman. Describen la infancia, la educación y la posterior madurez de un joven bengalí a principios del siglo XX. Los filmes retratan sus experiencias rurales en Bengala, como hijo de una familia pobre pero de gran casta. Su padre tenía dificultades para sostener a su familia. Después de la muerte de Durga, la hermana de Apu, la familia se traslada a la ciudad santa de Benarés, pero sus finanzas aún son precarias.
Al morir su padre, Apu y su madre, Sarbajaya, regresan a la ciudad en Bengala. A pesar de su pobreza, Apu estudia y resulta ser un estudiante brillante. Al madurar, entra en conflictos con su madre. Cuando esta muere, debe aprender a vivir solo.
Al intentar ser escritor, se encuentra accidentalmente apresurado por casarse con una mujer que ha rechazado a su marido enfermo. Su floreciente relación termina con la muerte de su esposa durante el parto, después del cual Apu abandona a su hijo. Posteriormente regresa y asume sus responsabilidades.

## Recepción
La trilogía es considerada por críticos de todo el mundo como uno de los mejores logros de la cinematografía india.